# Passifloroideae
Die Unterfamilie Passifloroideae gehört zur Pflanzenfamilie Passionsblumengewächse (Passifloraceae) innerhalb der Ordnung der Malpighienartigen (Malpighiales). Zur Familie der Passionsblumengewächse (Passifloraceae) gehören seit 2009 auch die Gattungen der ehemaligen Familien der Malesherbiaceae und Turneraceae. Die Unterfamilie ist weltweit in den Tropen und Subtropen verbreitet, mit Schwerpunkten in Afrika und der Neotropis.

## Beschreibung

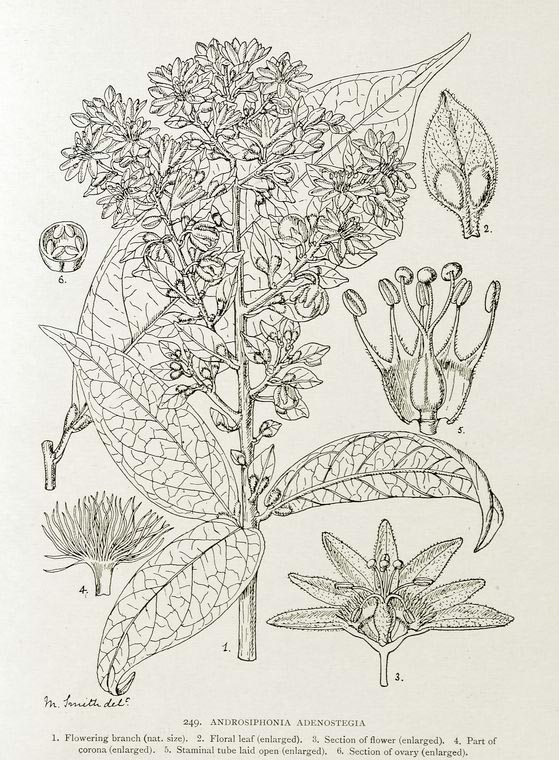
Illustration aus The Botanical register consisting of coloured figures, 1815 von Androsiphonia adenostegia

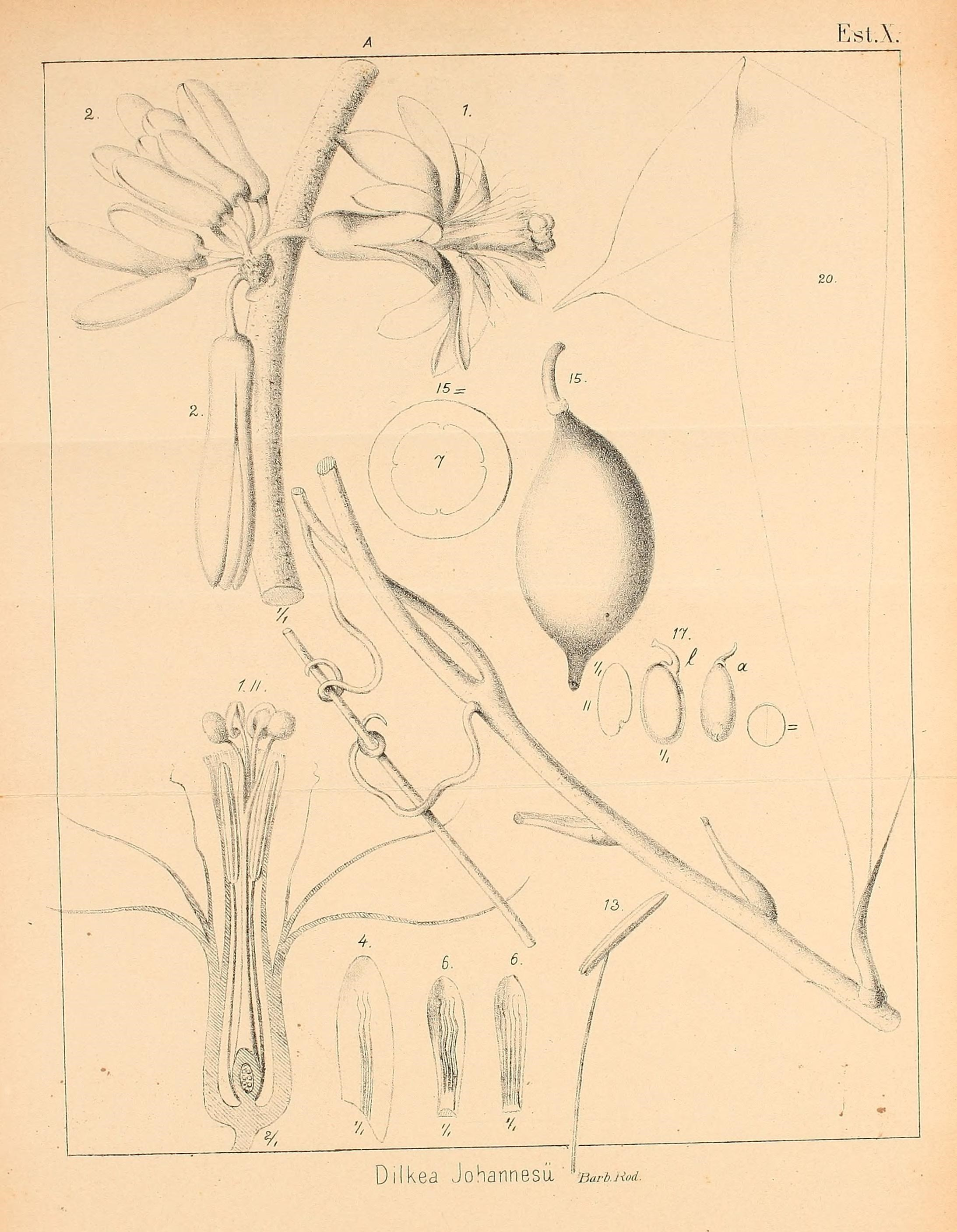
Illustration von Dilkea retusa

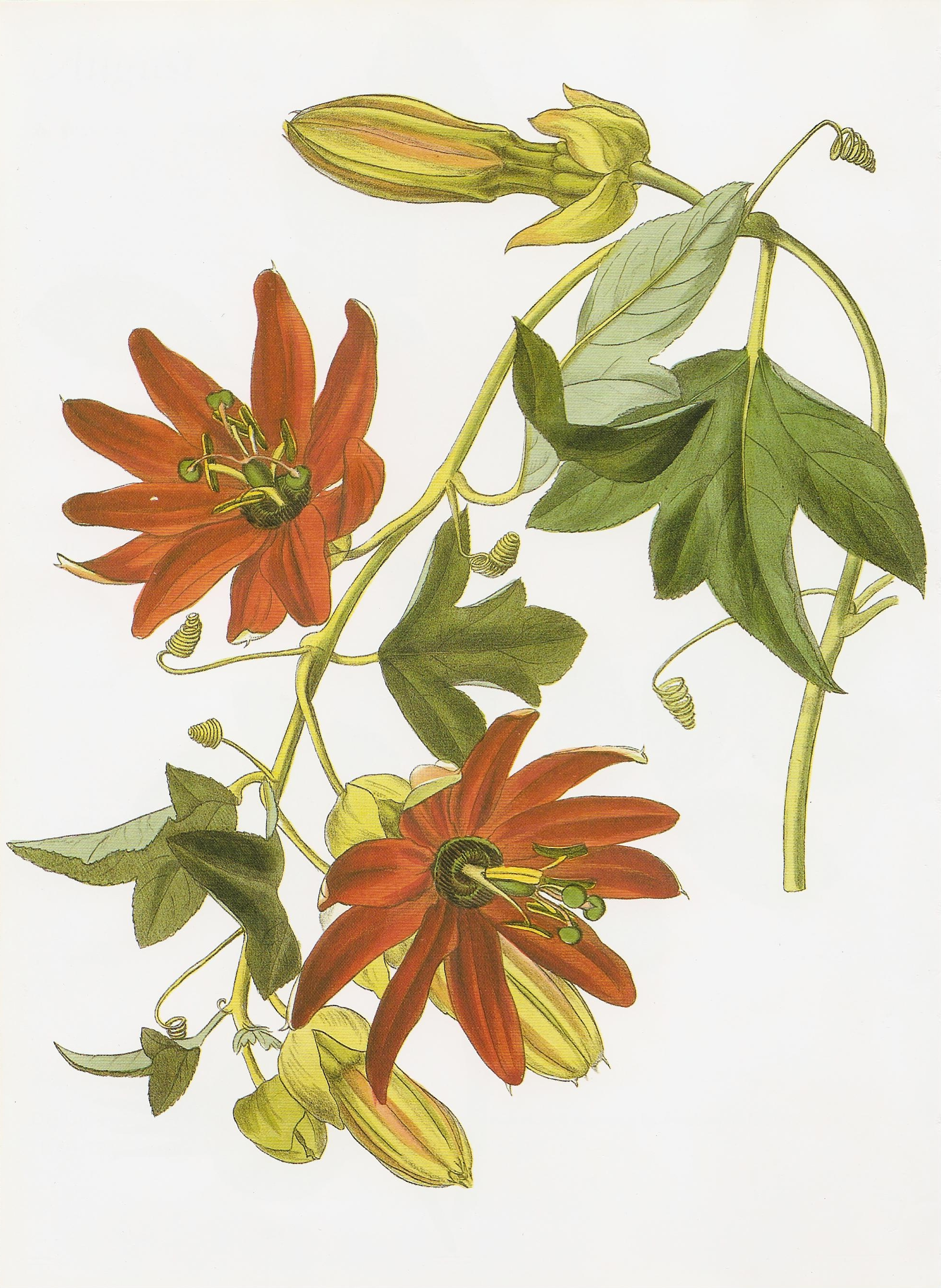
Illustration von Passiflora manicata

### Vegetative Merkmale
Die Arten der Unterfamilie Passifloroideae sind verholzende Pflanzen: Bäume, Sträucher und Lianen, oder kletternde krautige Pflanzen. Klimmende Arten besitzen achselständigen Ranken.
Die wechselständig und spiralig angeordneten Laubblätter sind in Blattstiel und Blattspreite gegliedert. Die Blattspreiten sind einfach, eingeschnitten oder zusammengesetzt (handförmig gefiedert). Es sind extraflorale Nektarien an den Blattstielen vorhanden. Nebenblätter sind oft vorhanden. Die meist kleinen Nebenblätter sind untereinander nicht verwachsen und fallen früh ab.

### Generative Merkmale
Die Blüten stehen einzeln in den Blattachseln oder meist zu wenigen in seitenständigen, zymösen Blütenständen. Unter den Blüten stehen meist drei Tragblätter, die ein kelchartiges Involucrum bilden.
Bei den Arten der Unterfamilie Passifloroideae sind die Blüten meist zwittrig. Wenn die Blüten eingeschlechtig sind, dann sind die Pflanzenexemplare zweihäusig getrenntgeschlechtig (diözisch).
Die relativ großen, radiärsymmetrischen Blüten sind  drei- bis acht-, meist fünfzählig. Die Blütenhüllblätter sind meist in Kelch- und Kronblätter gegliedert; selten fehlen Kelchblätter. Die meist fünf (drei bis acht) Kelchblätter sind haltbar und überlappen sich dachziegelartig. Die meist fünf (drei bis acht) Kronblätter sind meist frei oder selten nur an ihrer Basis verwachsen und überlappen sich dachziegelartig. Es ist oft ein freier, oft hohler Blütenboden (Hypanthium) und oft ein Diskus vorhanden. Oft ist ein Androgynophor oder ein Gynophor ausgebildet. Es sind fünf oder 20 bis 60 Staubblätter vorhanden, manchmal ist nur ein Teil davon fertil, 15 bis 50 können Staminodien sein. Die oft intensiv gefärbten Staminodien können fadenförmig bis schuppenartig sein und eine oder mehrere Nebenkronen (Coronae) oder einen Ring bilden. Der Fruchtknoten ist kürzer oder länger gestielt. Meist drei (zwei bis fünf) Fruchtblätter sind zu einem oberständigen, einkammerigen Fruchtknoten verwachsen. Es sind meist drei parietale Plazenten mit zahlreichen Samenanlagen vorhanden. Es sind ein oder meist drei (zwei bis fünf) Griffel mit gleich vielen Narben vorhanden. Es ist oft ein Diskus vorhanden.
Die Arten der Unterfamilie Passifloroideae bilden Kapselfrüchte oder Beeren (Panzerbeere). Die grubig texturierten Samen sind oft von einem Arillus umhüllt.
Die Samen enthalten ölhaltiges Endosperm. Der gerade, chlorophylllose Embryo ist gut entwickelt. Die zwei Keimblätter (Kotyledonen) sind flach.
Bei den Arten der Unterfamilie Passifloroideae betragen die Chromosomengrundzahlen x = 6 oder 9 bis 11.

## Ökologie
Bei den Arten der Unterfamilie Passifloroideae handelt es sich um Mesophyten oder Xerophyten.

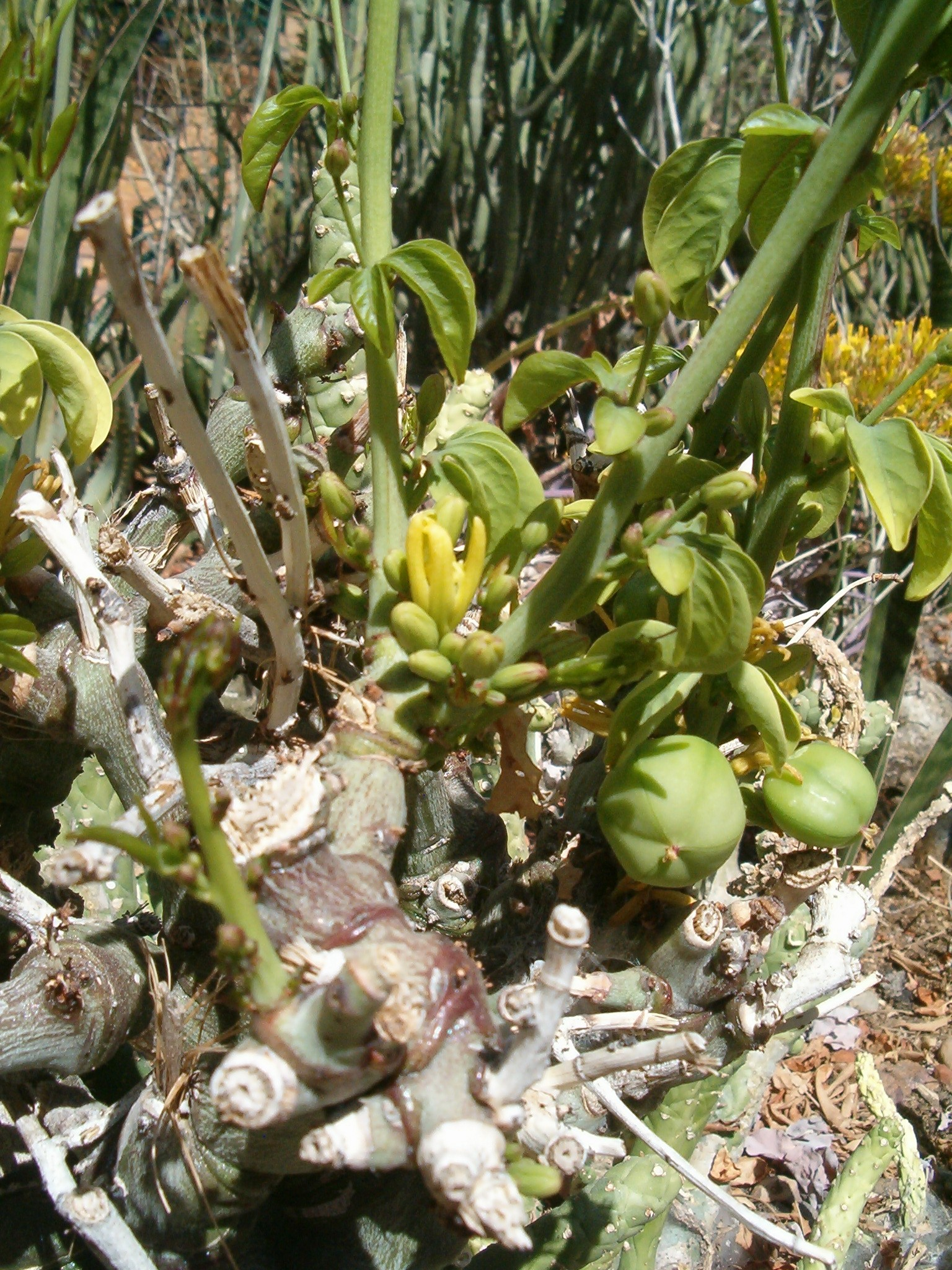
Adenia glauca

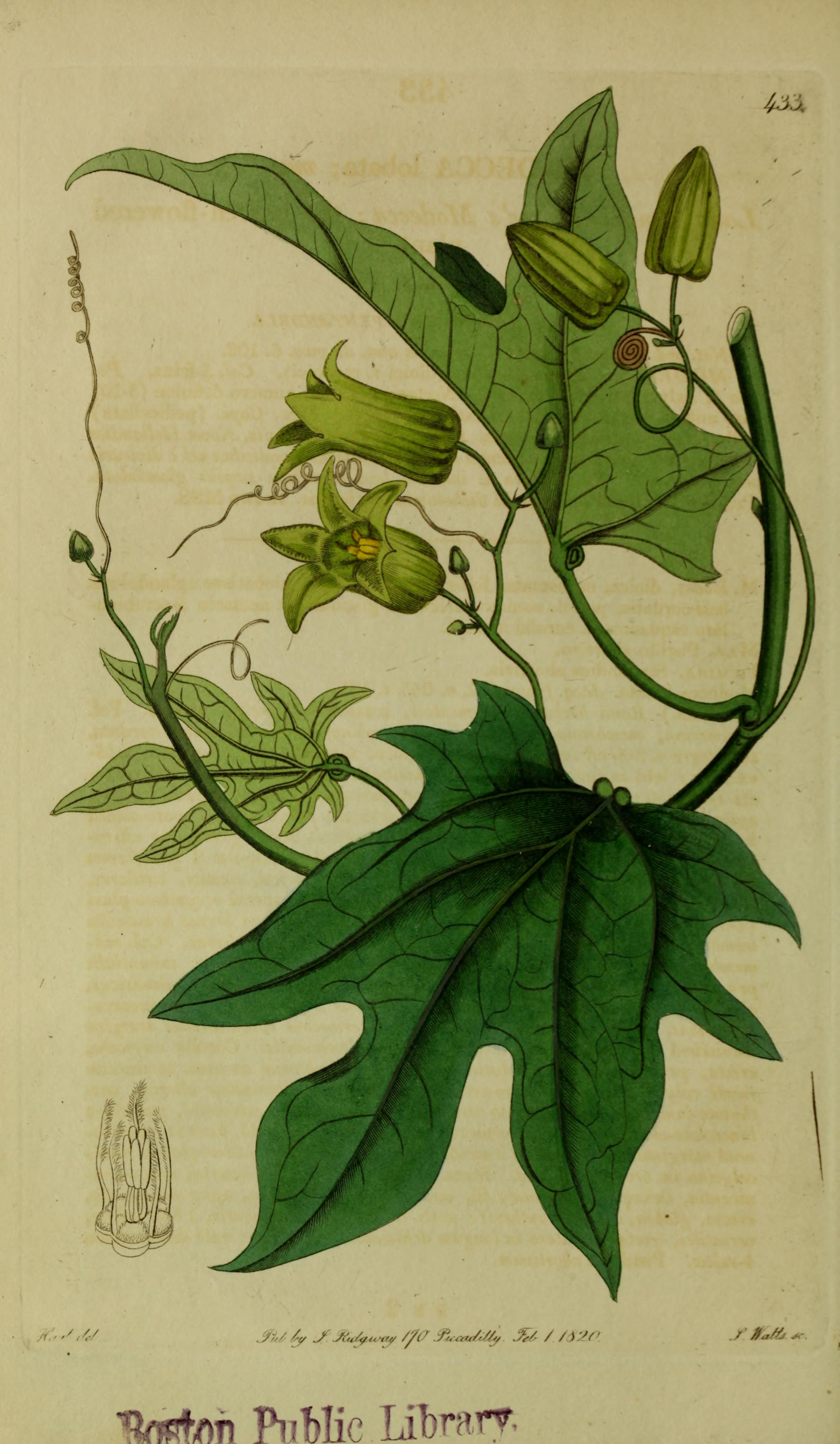
Illustration von Adenia lobata

Bei den Arten der Unterfamilie Passifloroideae erfolgt die Bestäubung durch Insekten (Entomophilie).

## Systematik
Die Unterfamilie Passifloroideae wurde 1835 durch Gilbert Thomas Burnett in Outlines of Botany, Seiten 750–1092, 1130 aufgestellt. Typusgattung ist Passiflora L.
Bei APG III erfolgte 2009 die Eingliederung der Gattungen der ehemaligen Familien der Malesherbiaceae und Turneraceae in die Familie der Passifloraceae s. l., die seitdem drei Unterfamilien enthält.
Die Unterfamilie Passifloroideae Burnett ist in zwei Tribus gegliedert und enthält insgesamt 16 Gattungen mit etwa 705 Arten:
- Tribus Paropsieae DC.: Die etwa sechs Gattungen[4] mit etwa 22 Arten sind hauptsächlich in Afrika verbreitet, nur eine Art kommt in Südostasien vor:[5]
  - Androsiphonia Stapf: Sie enthält nur eine Art:
    - Androsiphonia adenostegia Stapf: Sie kommt im tropischen Afrika nur in Guinea vor.[5]

  - Barteria Hook.f.: Die etwa vier Arten sind von Benin über die Demokratische Republik Kongo bis zum westlichen Tansania verbreitet.[5]
  - Paropsia Noronha ex Thouars: Die etwa zwölf Arten sind von Nigeria bis Madagaskar verbreitet, nur eine Art kommt in Südostasien vor.[5]
  - Paropsiopsis Engl.: Die nur zwei Arten kommen von Kamerun bis zum westlichen Kongo (Kinshasa) vor.[5]
  - Smeathmannia Sol. ex R.Br.: Die nur zwei Arten kommen von Gambia bis Kamerun vor.[5]
  - Viridivia J.H.Hemsl. & Verdc.: Sie enthält nur eine Art:
    - Viridivia suberosa J.H.Hemsl. & Verdc.: Sie kommt im tropischen Afrika in Sambia, Tansania und in der Demokratischen Republik Kongo vor.[5]
- Tribus Passifloreae DC.: Sie enthält etwa zehn Gattungen[4] mit sehr weiter Verbreitung:
  - Adenia Forssk. (Syn.: Blepharanthes Sm. nom. inval., Clemanthus Klotzsch, Echinothamnus Engl., Erythrocarpus M.Roem., Jaeggia Schinz, Keramanthus Hook.f., Kolbia P.Beauv., Machadoa Welw. ex Hook.f., Microblepharis (Wight & Arn.) M.Roem., Modecca Lam., Ophiocaulon Hook.f., Paschanthus Burch.):[4] Die 95 bis 100 Arten sind größtenteils ostafrikanische Sukkulente.
  - Ancistrothyrsus Harms: Die nur zwei Arten sind im tropischen Südamerika verbreitet.
  - Basananthe Peyr. (Syn.: Carania Chiov., Tryphostemma Harv.):[4] Die 30 bis 37 Arten sind in Afrika verbreitet.
  - Crossostemma Planch. ex Benth.: Sie enthält nur eine Art:
    - Crossostemma laurifolium Planch. ex Benth.: Sie kommt im tropischen Westafrika vor.

  - Deidamia E.A.Noronha ex Thouars (Syn.: Thompsonia R.Br.): Die etwa fünf Arten kommen nur in Madagaskar vor.
  - Dilkea Mast.: Die etwa sechs Arten sind von Panama bis zum tropischen Südamerika verbreitet.[6] Darunter:
    - Dilkea hebes Feuillet
    - Dilkea nitens Feuillet

  - Efulensia C.H.Wright (Syn.: Giorgiella De Wild., Sematanthera Pierre ex Harms): Die nur zwei Arten sind in Zentralafrika von Nigeria bis Uganda verbreitet.
  - Mitostemma Mast.: Sie enthält nur eine Art:
    - Mitostemma glaziovii Mast.: Sie kommt in Brasilien vor.

  - Passionsblumen (Passiflora L., Syn.: Anthactinia Bory ex M.Roem., Asephananthes Bory, Baldwinia Raf., Ceratosepalum Oerst., Cieca Medik., Decaloba M.Roem., Disemma Labill., Granadilla Mill., Hollrungia K.Schum., Monactineirma Bory, Murucuja Medik., Pentaria M.Roem., Poggendorffia H.Karst., Tacsonia Juss., Tetrapathea (DC.) Rchb., Tetrastylis Barb.Rodr.): Sie ist seit 2003 in fünf Untergattungen gegliedert[4] und enthält im weiten Umfang etwa 525 Arten.
  - Schlechterina Harms: Sie enthält nur eine Art:
    - Schlechterina mitostemmatoides Harms: Sie kommt im tropischen Ostafrika in Kenia, Mosambik sowie Tansania vor.[7]

## Nutzung
Von einigen Arten der Unterfamilie Passifloroideae werden die Beeren gegessen oder Saft daraus gewonnen (Passionsfrucht/Maracuja, Grenadille, Barbadine, Curuba).
Einige Arten der Unterfamilie Passifloroideae werden als Zierpflanzen verwendet.

## Weiterführende Literatur
- Robert Hegnauer: Chemotaxonomie der Pflanzen – Eine Übersicht über die Verbreitung und die systematische Bedeutung der Pflanzenstoffe, Basel 1969, ISBN 978-3-0348-9391-6. doi:10.1007/978-3-0348-7985-9 Passifloraceae s. str. auf S. 293–298.

- Karte mit allen verlinkten Seiten:
- OSM |
- WikiMap